# Georgi Antschow
Georgi Antschow (bulgarisch Георги Анчов) ist ein bulgarischer Naturbahnrodler. Er startet seit der Saison 2009/2010 im Weltcup sowie bei Welt- und Europameisterschaften.

## Karriere
Georgi Antschow bestritt in der Saison 2009/2010 zwei Weltcuprennen. Bei seinem Debüt am 10. Januar 2010 in Umhausen erzielte er den 38. Platz unter 43 Startern und in seinem zweiten Weltcuprennen in Latsch den 37. Rang unter 40 Teilnehmern. Damit belegte er im Gesamtweltcup punktegleich mit dem Ukrainer Andrij Wertschuk den 55. Platz. Zwischen diesen beiden Weltcuprennen nahm er an der Europameisterschaft 2010 in St. Sebastian teil, wo er jedoch im zweiten der drei Wertungsläufe stürzte und ausschied. Zwei Wochen danach startete er auch bei der Juniorenweltmeisterschaft 2010 in Deutschnofen, wo er im Einsitzer nur den 30. und letzten Platz erzielte. Gemeinsam mit Antoni Stoitschkow nahm er bei der Junioren-WM auch erstmals an einem Doppelsitzerrennen teil und erzielte hierbei den achten und vorletzten Platz.
Bei der Weltmeisterschaft 2011 Ende Januar in Umhausen belegte Antschow mit einem Rückstand von über einer Minute nur den 40. und letzten Platz im Einsitzer. Eine Woche später nahm er an der Junioreneuropameisterschaft 2011 in Laas teil, belegte aber auch hier als 29. im Einsitzer und Siebter im Doppelsitzer mit Jusuf Kasow zweimal nur den letzten Platz. Seine Weltcupergebnisse waren in der Saison 2010/2011 nicht besser. Bei seinen einzigen Starts in Unterammergau erzielte er im Einsitzer als 32. sowie im Doppelsitzer mit Petar Sawow als Zehnter wieder nur den letzten Platz.
Auch in der Saison 2011/2012 war Antschow im Weltcup zumeist am Ende des Klassements zu finden. Im Doppelsitzer bestritt er wie im Vorjahr nur ein Rennen mit Petar Sawow, während er im Einsitzer an vier der sechs Weltcuprennen teilnahm und sich somit im Gesamtweltcup auf Rang 37 verbesserte. Bei der Juniorenweltmeisterschaft 2012 in Latsch belegte er als Drittletzter den 25. Platz im Einsitzer. An den letzten beiden Weltcuprennen des Winters sowie der Europameisterschaft 2012 nahm er wie das gesamte bulgarische Team nicht teil.

## Erfolge

### Weltmeisterschaften
- Umhausen 2011: 40. Einsitzer

### Juniorenweltmeisterschaften
- Deutschnofen 2010: 30. Einsitzer, 8. Doppelsitzer (mit Antoni Stoitschkow)
- Latsch 2012: 25. Einsitzer

### Junioreneuropameisterschaften
- Laas 2011: 27. Einsitzer, 7. Doppelsitzer (mit Jusuf Kasow)

### Weltcup
- Vier Platzierungen unter den besten 35 im Einsitzer
- Eine Platzierung unter den besten 10 im Doppelsitzer